# Saint-Roch, Paris
Saint-Roch är en kyrkobyggnad i Paris 1:a arrondissement. Kyrkan, som är belägen vid Rue Saint-Honoré, är uppkallad efter helgonet Rochus. Fasaden är ritad av Robert de Cotte.